# Новрузов, Рафик Манаф оглы
Рафик Манаф оглы Новрузов (азерб. Rafiq Manaf oğlu Novruzov) — доктор филологических наук, профессор. Проректор по научной работе Бакинского славянского университета.

## Биография
Новрузов Рафиг Манаф оглы родился 1 марта 1952 году в г. Баку, Азербайджанская ССР. С 1970 по 1975 год учился на филологическом факультете Азербайджанского государственного университета (в настоящее время — Бакинский государственный университет), который окончил с дипломом с отличием. Трудовую деятельность начал в 1976 году в Азербайджанском педагогическом институте русского языка и литературы (в настоящее время — Бакинский славянский университет). 
За период своей деятельности в этом университете прошел путь от должности лаборанта до проректора института и университета: первый проректор по учебной работе (1993—2000), исполняющий обязанности ректора (1997—2000), заведующий кафедрой теории и практики перевода (2002—2010). В 2010—2012 годах руководил Центром азербайджанского языка и культуры в Белорусском государственном педагогическом университете имени М. Танка, преподавал в нем, вёл специальные курсы на педагогическом факультете Минского государственного лингвистического университета. 
С 2012 по 2014 год руководил Центром азербайджанского языка и культуры имени Гейдара Алиева в Киевском национальном лингвистическом университете. Работал профессором кафедры восточных языков Ближнего и Среднего Востока. В 2014—2015 годы был заведующим кафедрой теории и практики перевода БСУ. С 2015 года по сегодняшний день является проректором по научной работе БСУ. 
После окончания аспирантуры на кафедре русской литературы в Азербайджанском педагогическом институте русского языка и литературы в 1983 году защитил кандидатскую диссертацию. В 1990 году защитил докторскую диссертацию. В 1992 году получил звание профессора. 
С 1993 года является действительным членом Академии педагогических и социальных наук. В 2020 году получил звание академика Международной научной академии исследований тюркского мира (март) и Европейской академии естественных наук (июнь). 
В 2018 году решением Ученого совета Черниговского национального технологического университета стал почетным профессором этого университета. Представлял азербайджанскую науку на многих международных конференциях, конгрессах, семинарах. Является автором 35 книг и более 100 научных статей. Среди них монографии, учебные пособия, словари, двуязычные разговорники.

## Награды
- В 1999 году правительством Российской Федерации был награжден медалью имени А. С. Пушкина.
- В 2016 году приказом Министра образования АР был награжден нагрудным значком «Передовой работник образования» (пр. № 11/1299 от 13 декабря 2016 года
- В 2018 году указом Президента АР №521 от 4 октября 2018 года награжден медалью «Терегги» (№ 521 от 4 октября),
- В 2020 году награжден медалью «Золотая звезда» Международной научной академией исследований тюркского мира.
- В 2020 году Европейской академией естественных наук, Европейским университетом и Европейским научным обществом был награжден медалью имени Г. В. Лейбница.
- В декабре 2020 года Совет по общественным наградам ООН (UNCOPA, Женева, Швейцария) удостоил его титулом «Посол науки и мира» и Европейским орденом «Честь».
- В январе 2021  года был награжден Советом по общественным наградам ООН (UNCOPA, Женева, Швейцария) орденом "За вклад в мировую науку и образование".

## Научные работы
1. Художественный перевод и проблема взаимодействия, взаимообогащения литератур. — Баку, 1990. — 342 с.

2. Пути взаимообогащения. — Баку, 1994. −156 с.

3. Аксиоматические выражения: вопросы типологии и перевода (в соавторстве). — Баку, 1996, 115 с. 

4. История авторского перевода в Азербайджане. — Баку, 1998,100 с. 
 5. Наука и религия: учеб. пособие (в соавторстве с А. А. Гируцким). — М.: Флинта: Наука, 2013. — 416 с.

6. Исламская культура в творчестве Л. Н. Толстого. — Москва, 2005. — 99 с. 

7. Проблема перевода сакральных текстов. Германия: — Lamp Labert Akademik publishinq GmbH & Co. KG. , 2011- 143p.;

8. Возвращение забытого Пророка. Германия: — Lamp Labert Akademik publishinq Lamp Labert Akademik publishinq GmbH & Co. KG. , 2012. — 157;

9. Палитра западно-восточного синтеза. Германия: Lamp Labert Akademik publishinq GmbH & Co. KG. , 2012. — 233.

10. Философия зороастризма. Австрия: «East West» Association for Studies and Higher Education GmbH. Vienna, 2015. — 191с

11. Восточный орнамент (учебное пособие).- М. : Издание Московского психолого-педагогического института, 2006. — 209 с.

12. Азербайджанско-русский толковый юридический словарь (в соавторстве: Р. Рзаев, К. Алиева). Баку: Poliqrafiya mərkəzi nəşriyyatı, 2011. — 517 с.

13. Русско-азербайджанский толковый юридический словарь (в соавторстве: Р. Рзаев, К. Алиева). Баку: Poliqrafiya mərkəzi nəşriyyatı, 2015. — 680 с.

14. Польско-азербайджанский и азербайджано-польский разговорник. Баку, 2015, 165 с.

15. Украинско-азербайджанский и азербайджано-украинский разговорник. Киев, 2014. — 165 с.

16. Белорусско-азербайджанский и азербайджано-белорусский разговорник. Баку, 2015. — 165 с.

17. Чешско-азербайджанский и азербайджано-чешский разговорник. Vydalo Akademicke nakladatelstvi cerm Брно, 2019. — 215 с.